# Himilco (zeevaarder)
Himilco (Fenicisch: Chimilkât) was een zeevaarder en ontdekker uit Carthago die tijdens de hoogtijdagen van de Carthaagse macht leefde.
Himilco is de eerste Carthaagse ontdekkingsreiziger waarvan bekend is dat hij de Noord-Europese kusten, meer specifiek Cornwall, in de vierde eeuw voor Christus heeft bereikt. Hij volgde volgens bronnen uit de oudheid een route die als eerst bevaren werd door de Tartessers. Dit volk had hun koninkrijk nabij de Fenicische kolonie Gades, het huidige Cádiz.
Van zijn verslagen is niets bewaard gebleven maar er is wel door een aantal klassieke schrijvers uit geciteerd, zoals Plinius de Oudere en Rufus Festus Avienus. In zijn verslagen schreef Himilco over zeemonsters en andere gevaren maar vermoedelijk deed hij dit om concurrerende zeereizigers te ontmoedigen.